# Aeroporto Internazionale di Austin-Bergstrom
L'Aeroporto Internazionale di Austin-Bergstrom (IATA: AUS ICAO: KAUS FAA LID: AUS) è un aeroporto internazionale al servizio della città e dell'area metropolitana di Austin, in Texas. Situato circa 8 km a sud di downtown.
È sul sito di quella che era la Bergstrom Air Force Base. L'aeroporto e la base aerea presero il nome del capitano John August Earl Bergstrom, un ufficiale che prestò servizio con il 19º Gruppo da Bombardamento durante la Seconda guerra mondiale. L'aeroporto ha sostituito quello municipale di Robert Mueller come aeroporto principale di Austin.

## Storia

### Origini
Nel 1942, il governo della città di Austin ha acquistato la proprietà, e lo ha donato al governo federale degli Stati Uniti per costruire un'installazione militare alla condizione che la proprietà sarebbe stata restituita alla città quando il governo federale non lo ha avuto più bisogno. La base è stata attivata il 19 settembre, 1942 su 12 km2 come Del Valley Army Air Base. Il nome della base è stato cambiato in Bergstrom Army Airfield il 3 marzo, 1943 fino alla separazione del United States Air Force dal United States Army. Da allora, il nome è stato cambiato di nuovo in Bergstrom Air Force Base fino alla disattivazione all'inizio degli anni '90.
Poiché Austin stava rapidamente diventato troppo grande per il vecchio Aeroporto Municipale Robert Mueller, la città ha iniziato a considerare le opzioni per un nuovo aeroporto già nel 1971, quando la Federal Aviation Administration ha proposato che Austin e San Antonio dovrebbe costruire un aeroporto regionale comune. L'idea fu respinta, e successivamente, la città ha presentato una proposta all'Air Force per l'uso congiunto della Bergstrom Air Force Base nel 1976. L'Air Force ha respinto la proposta nel 1978 in quanto troppo perturbatrice per le sue operazioni.
Negli anni '80, i quartieri intorno a Mueller hanno esercitato una pressione politica sufficiente per costringere il consiglio comunale a scegliere un sito per un nuovo aeroporto dalle località in esame. Nel novembre 1987, gli elettori hanno approvato un referendum che designava un sito vicino a Manor. La città di Austin ha iniziato ad acquisire la proprietà, ma ha affrontato cause legali da parte del Sierra Club e altri preoccupati per l'ubicazione di Manor e il suo potenziale impatto ambientale.
I piani per costruire un nuovo aeroporto presso l'ubicazione di Manor furono abbandonati nel 1991 quando la Commissione per il Riallineamento e la Chiusura delle Basi ha selezionato Bergstrom Air Force Base per la chiusura, e ha indicato che le piste potrebbero essere convertite all'uso civile. L'Air Force ha accettato di lasciare intatte le facilità e la pista principale. Il consiglio comunale ha quindi deciso di abbandonare il piano originale per costruire il nuovo aeroporto vicino a Manor e ha deciso invece di spostare l'aeroporto sull'ubicazione di Bergstrom. Nel maggio 1993, gli elettori hanno approvato l'emissione di un'obbligazione di $400 milioni ($716 milioni nel 2020) per un nuovo aeroporto di proprietà e gestito dalla città, e la costruzione per il nuovo aeroporto sono iniziati nel novembre 1994.

### Inaugurazione
L'Aeroporto Internazionale di Austin Bergstrom è stato aperto al pubblico il 23 maggio 1999, con una pista di 3.730 m, tra le piste commerciali più lunghe della nazione. Il terminal passeggeri Barbara Jordan è stato aperto con 24 gate di contatto con ponti a getto (denominate Gate 2 a Gate 25) e una porta senza ponte a getto (denominata Gate 1) per un totale di 25 gate e un ingombro di 56.000 m2.

### Futuro
Il 13 luglio, 2021, la Commissione di consulenza aeroportuale ha consigliato che il terminal meridionale dovrebbe essere demolito entro i prossimi due anni per preparare per la costruzione di un atrio satellitare, adesso chiamato Midfield Concourse B con un minimo di 10 gate.

## Strategia
Dal 2022, l'aeroporto servirà 77 destinazioni interne agli Stati Uniti e 11 internazionali. Le compagnie aeree principali sono Southwest, American, Delta, United, e Alaska. Combinate, queste compagnie aeree contano per 86% della capacità all'aeroporto.

## Trasporti e collegamenti
L'Aeroporto Internazionale di Austin Bergstrom è servito dalla linea 20 di Capital Metropolitan Transportation Authority (CapMetro). Attraverso il piano Project Connect, l'aeroporto è progettato come capolinea meridionale della Linea blu di Capital Metro, che attraverserà East Riverside Drive fino al centro di Austin e l'Università del Texas ad Austin fino a North Lamar/US-183. I costi di costruzione della Linea Blu sono stimati in $1,3 miliardi e potrebbero essere già completati nel 2029. Il progetto è stato approvato dagli elettori il 3 novembre 2020.